# Bede
Bede (románul Bedeni) falu Romániában Maros megyében.

## Fekvése
A falu Marosvásárhelytől 18 km-re délkeletre a Nyáros-patak völgyében, Szentháromság és Havadtő között fekszik.

## Története
1567-ben Bede néven említik. Nevét Orbán Balázs szerint a legelőbb idetelepült Bede Jánosról kapta. A Havadtőy család ősi fészke. Az 1719 évi pestisben a faluból is sokan meghaltak.
1910-ben 308, túlnyomórészt magyar lakosa volt. A trianoni békeszerződésig Maros-Torda vármegye Marosi alsó járásához tartozott. 1992-ben 204 lakosából 203 magyar és 1 román volt.
2020-tól a Solidaris Egyesület Bedében működteti az Erdélyi Népfőiskolát, és nyaranta gyermektáborokat szervez.

## Látnivalók
- Református temploma 1842 és 1848 között épült, 1929-től a katolikusoknak is van egy kis kápolnájuk.

## Híres emberek
- Itt született Nemes Irén (Józsa Gerőné) és Takács Zoltán festőművész.